# Núi Banahaw

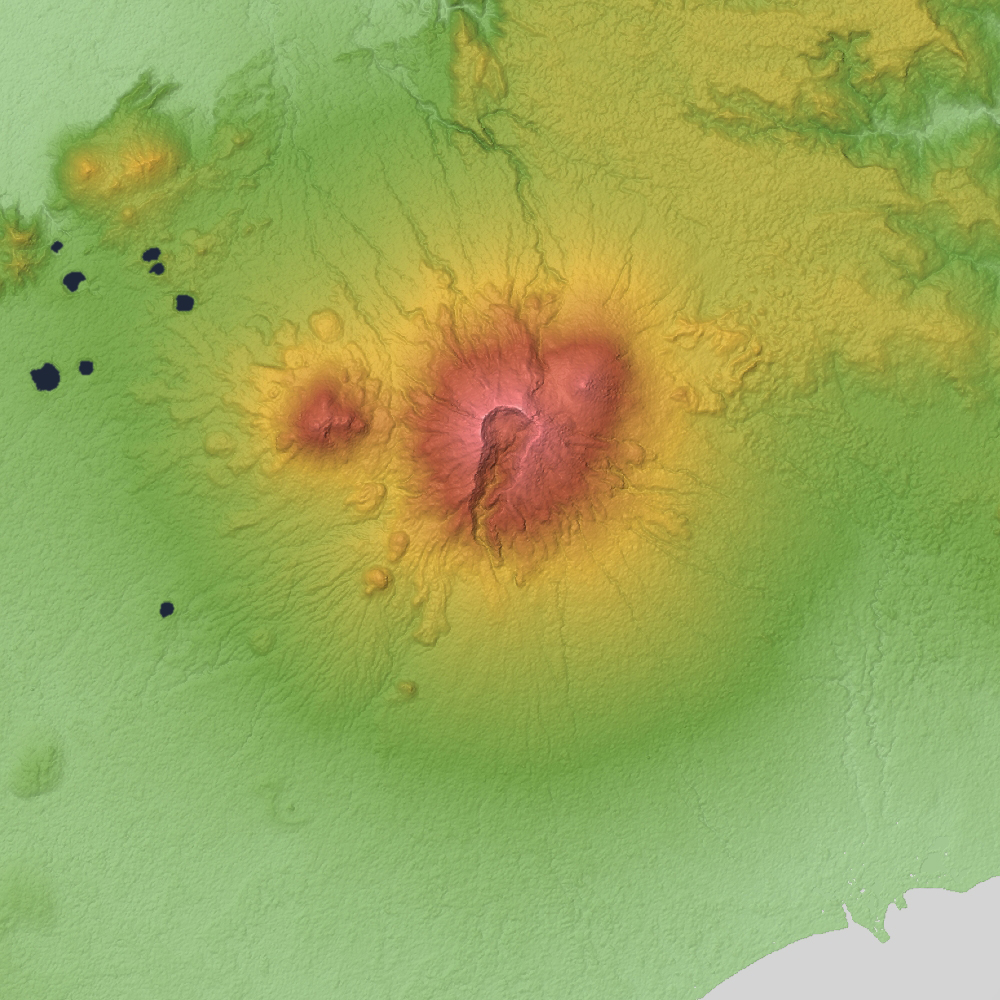
Núi Banahaw

Núi Banahaw (còn được viết là: Banahao hoặc Banájao) là một ngọn núi lửa còn hoạt động trên đảo Luzon ở Philippines. Ngọn núi lửa phức tạp ba đỉnh nằm giữa các tỉnh Laguna và Quezon và là ngọn núi cao nhất trong khu vực Calabarzon nổi bật cảnh quan cho nhiều dặm xung quanh..
Núi được nhiều người coi là "núi thánh" và được nhiều người hành hương cùng với các nhà leo núi ưa chuộng. Nó nằm trong khu bảo vệ được biết đến với tên gọi Mounts Banahaw-San Cristobal Protected Landscape bao phủ 10.901 ha (26.940 mẫu Anh).

## Đặc tính vật lý
Khu phức hợp núi lửa andesitic Banahaw bao gồm nhiều dãy núi với núi Banahaw lớn nhất với độ cao tối đa là 2.170 mét (7,119 ft) so với mực nước biển. Đỉnh có một miệng núi lửa u 1,5 km x 3,5 km (0.93 dặm x 2.17 dặm) và miệng hố sâu 210 m (690 ft) bị phá vỡ ở rìa phía nam được cho là do vụ phun trào năm 1730. Trước năm 1730, có một hồ nằm ở đỉnh núi lửa Banahaw. Lũ lụt đã phá hủy thị trấn Sariaya, Quezon nằm dưới núi.
Các đỉnh khác:
Núi San Cristobal (dốc phía tây)
Núi Banahaw de Lucban (dốc phía đông bắc)
Vòm Buho Masalakot (dốc phía tây nam)
Núi Mayabobo
Hồ miệng núi lửa: Hồ Dagatan và Hồ Ticab
Vùng suối nước nóng:
Tiaong-San Pablo
Bakia
Sampaloc
Mainit
Cagsiay

## Tầm quan trọng đối với người dân địa phương
Banahaw là một địa điểm hành hương truyền thống cho người dân địa phương, được nhiều người tin là "núi thánh", một địa điểm linh thiêng. Núi và các vùng lân cận của nó được người dân địa phương xem là thiêng liêng; nước từ các suối thiêng của nó được coi là "nước thánh" vì bị cho là có phẩm chất có lợi, phát hành từ các địa điểm gọi là "puestos" hoặc "các thánh địa". Những nơi này có những địa điểm tự nhiên độc đáo bao gồm không chỉ các suối, mà cả các hang động, rạch và tảng đá lớn; với những cái tên dựa theo kinh thánh, và những đền thờ dựng lên, trên hoặc xung quanh chúng. Những địa điểm này được cho là được một người đàn ông có tên là Agripino Lontoc bởi "Santong Boses" hoặc "Holy Voices", đặt tên cho những nơi này trong kỷ nguyên thuộc địa Tây Ban Nha.

## Hoạt động đi bộ trên Banahaw

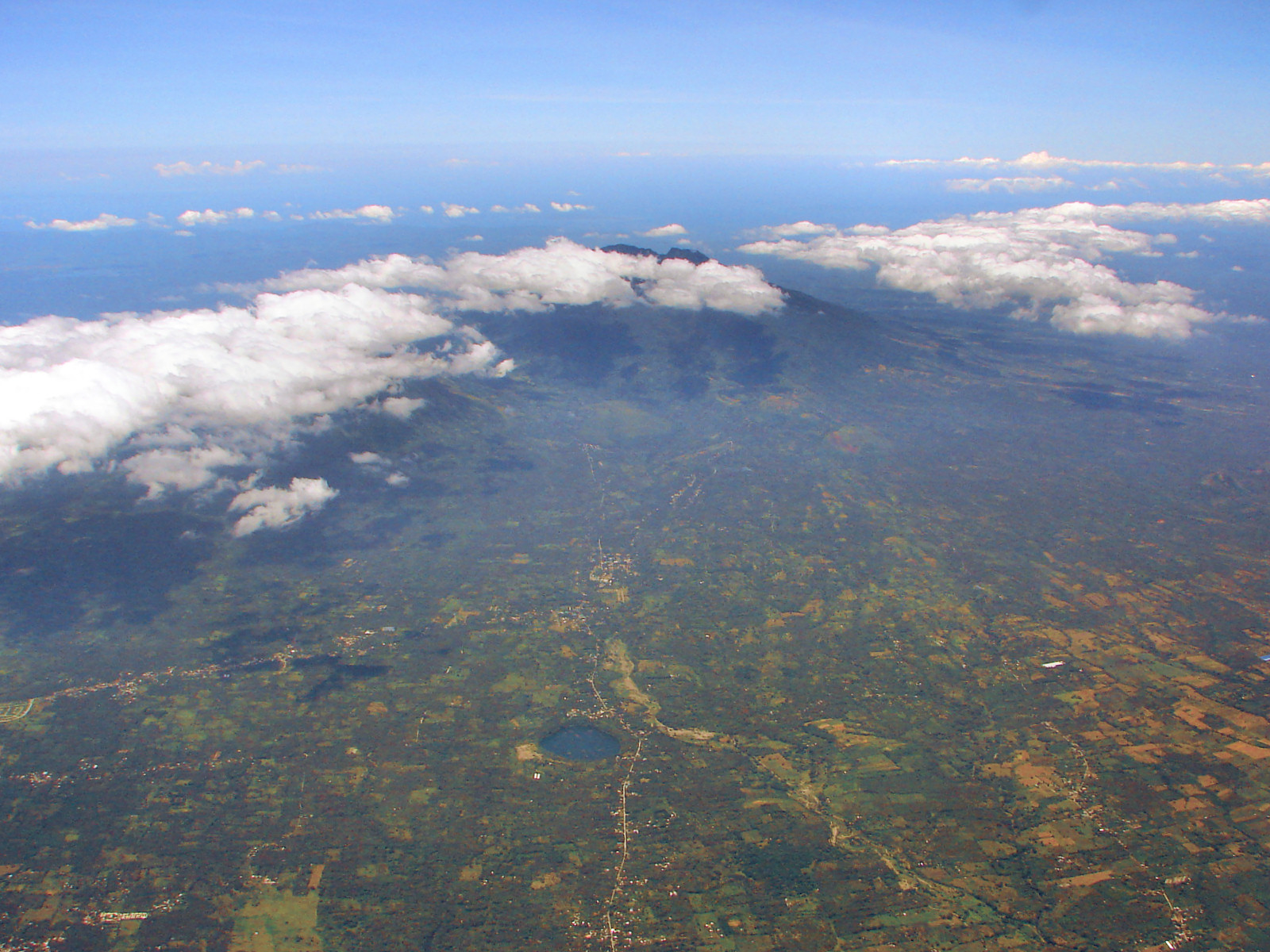
Núi Banahaw, nhìn từ trên không từ hướng tây nam

Núi này nổi tiếng không chỉ đối với những người hành hương mà còn với các nhà leo núi, vì là núi cao nhất gần 2.000 mét (6.600 foot) từ Manila. Du hành lên núi trong Tuần lễ Thánh mỗi năm, lên đến hàng ngàn. Ít nhất có bốn con đường mòn từ Dolores, Sariaya và các thị trấn khác của Quezon nằm ở chân núi. Những con đường mòn thường xuyên được dùng nhất là Cristalino và Tatlong Tangke, trung bình là 9 và 5 giờ. Hai tuyến đường mòn này bắt nguồn từ Barangay Kinabuhayan ở Dolores và gặp nhau gần đỉnh núi, thực sự là vành của miệng núi lửa Banahaw. Trên đỉnh là các quan điểm, có nhãn là Durungawan I, II, và III, là các điểm thường đến thấy của những người hành hương và người đi bộ. Các điểm đáng đến khác bao gồm "Kuweba ng Diyos Ama" (Tagalog: Động Thiên Chúa Cha) và suối tại Brgy. Kinabuhayan, được cho là có nước phép chữa bệnh.